# 毛利泰子
毛利 泰子（もうり やすこ、1902年5月18日 - 没年不詳）は、日本の女性。毛利高範の三女。子爵・近衛秀麿の先妻。

## 概要
子爵、毛利式速記術の創始者である毛利高範の三女。母は井伊直安の養女で、井伊直咸（井伊直安の兄）の娘・賢子である。近衛秀麿とは、1920年に結婚し、1男2女（秀俊・百合子・磨璃子）を儲けた。その後、1956年に離婚している。